# KF Besa
O KF Besa é um clube de futebol kosovar sediado na cidade de Peć, na região oeste do Kosovo, manda seus jogos no Stadiumi Shahin Haxhiislami, que tem capacidade para 8.500 torcedores.